# トレジニャーナ
トレジニャーナ（伊: Tresignana）は、イタリア共和国エミリア＝ロマーニャ州フェラーラ県にある、人口約7,000人の基礎自治体（コムーネ）。
2019年1月1日にトレジガッロとフォルミニャーナが合併して発足した。

## 地理

### 位置・広がり

#### 隣接コムーネ
隣接するコムーネは以下の通り。
- コッパーロ
- フェッラーラ
- フィスカッリア
- ヨランダ・ディ・サヴォーイア
- オステッラート

### 気候分類・地震分類
トレジニャーナにおけるイタリアの地震リスク階級 (it) は、zona 3 (sismicità bassa) に分類される。

## 行政

### 分離集落
トレジニャーナには、以下の分離集落（フラツィオーネ）がある。
- Brazzolo, Final di Rero, Formignana, Rero, Roncodigà, Tresigallo (sede comunale)